# Аня из Авонлеи
«Аня из Авонлеи» — роман канадской писательницы Люси Мод Монтгомери, впервые опубликованный в 1909 году. Продолжение романа «Аня из Зелёных Мезонинов». Охватывает период жизни Ани Ширли с 16 до 18 лет.

## Сюжет
К повседневным заботам Ани Ширли — хозяйственным делам и подготовке к университету — прибавляются ещё новые. Соседнюю с Зелёными Мезонинами ферму покупает неуживчивый и сварливый мистер Харрисон, который часто препирается с Аней и Мариллой по разным поводам. А у Мариллы умирает троюродная сестра, и Марилле приходится взять на воспитание её шестилетних детей — Дэви и Дору. И если с мистером Харрисоном Аня в итоге примиряется, то с маленькими близнецами, точнее, с одним Дэви, у неё куча хлопот. В противоположность своей послушной и вежливой сестрёнке, Дэви — страшный шалун, с трудом поддающийся воспитанию.
Но в жизни Ани сохраняются и радости — верная дружба Дианы, Присиллы, миссис Аллан, Джейн и Гилберта; любящие ученики в авонлейской школе, из которых Аня особенно восхищается десятилетним Полом Ирвингом, в котором она видит талант сказочника и поэта.
Кроме того, Аня занимается общественной работой — она организовывает молодёжное Общество Содействия Развитию Авонлеи, которое с переменным успехом улучшает внешний вид села.
В книге Аня находит себе ещё двух новых подруг — весёлую служанку Шарлотту и сорокапятилетнюю, но уже поседевшую мечтательницу Лаванду Льюис, бывшую невесту нынешнего вдовца Стивена Ирвинга, отца Пола. В конце романа, благодаря Ане, Стивен и Лаванда женятся и уезжают из Авонлеи.
Между тем у Рейчел Линд, по-прежнему доброй подруги Мариллы, умирает муж. Рейчел продаёт свою ферму и перебирается в Зелёные Мезонины, согласившись помогать Марилле по хозяйству и с воспитанием Дэви и Доры. Таким образом, обстоятельства складываются благоприятно для отъезда Ани в Редмондский университет. Гилберт тоже накапливает нужную для оплаты учёбы сумму, и они вместе готовятся к отъезду.
Перед тем, как покинуть Авонлею, Аня узнаёт о помолвке Дианы и одного из их общих приятелей Фреда Райта.

## Основные персонажи
- Аня Ширли, умная, мечтательная, дружелюбная девушка-сиротка. Очень любит детей. Вынуждена работать сельской учительницей, чтобы скопить денег на учёбу в Редмондском университете. Иногда пишет литературные зарисовки, но боится посылать их издателям.
- Гилберт Блайт, бывший одноклассник Ани, теперь тоже работает учителем, чтобы накопить средства на Редмонд. Давно влюблён в Аню, но не признаётся ей в этом, так как она видит в нём только друга.
- Марилла Касберт, старая дева, владелица фермы «Зелёные Мезонины». Сдаёт свои поля в аренду, чтобы как-то свести концы с концами. Раньше была очень суровой, но с тех пор, как взяла на воспитание Аню, стала гораздо мягче и веселее.
- Диана Барри, лучшая подруга Ани, очень рассудительная. Очень любила читать и учиться, но её мать захотела, чтобы Диана посвятила жизнь ведению хозяйства, а не учёбе.
- Джейн Эндрюс, подруга Ани, прозаичная и начисто лишённая мечтательности, но очень аккуратная и исполнительная.
- Присилла Грант, подруга Ани по учительской семинарии, жизнерадостная и весёлая. Племянница известной писательницы.
- Рейчел Линд, приятельница Мариллы, старая властная сплетница с доброй душой. Овдовев, переезжает в Зелёные Мезонины.

### Не фигурировавшие в предыдущей книге
- Джеймс Харрисон, сосед Ани и Мариллы, с виду ворчливый и замкнутый, но на самом деле очень приветливый и компанейский. Расстался с женой, но помирился с ней уже после приезда в Авонлею.
- Эмили Харрисон, жена Джеймса, хорошенькая и очень чистоплотная. Приехала к мужу в Авонлею, обеспокоенная слухами о том, что он хочет жениться на другой.
- Дэви Кит, шестилетний троюродный племянник Мариллы, взятый ею на воспитание. Ужасный шалун. Очень любит Аню и всегда её слушается.
- Дора Кит, его сестра, послушная и тихая, но довольно скучная.
- Пол Ирвинг, новый ученик в авонлейской школе, «родственная душа» Ани. По мнению Ани — будущий гений.
- Мисс Лаванда, бывшая невеста отца Пола, всё-таки вышедшая за него замуж благодаря Ане. Очень любит играть в гостей и мечтать, за что считается соседями «странной».
- Шарлотта Четвёртая, её четырнадцатилетняя служанка, любящая и уважающая её и потакающая её «странностям».

## Экранизации
- Одноимённый мини-сериал[англ.] производства BBC вышел на экраны в 1975 году с Ким Брэден[англ.] в главной роли.
- В 1987 году канадская кинокомпания «CBC Television» выпустила фильм «Аня из Зелёных Мезонинов: Продолжение» по мотивам «Аня из Авонлеи», «Аня с острова Принца Эдуарда» и «Аня из Шумящих Тополей».

## Другие книги об Ане Ширли
| #                                      | Книга                        | Дата опубликования | Возраст Ани Ширли |
| 1                                      | Аня из Зелёных Мезонинов     | 1908               | 11—16             |
| 2                                      | Аня из Авонлеи               | 1909               | 16—18             |
| 3                                      | Аня с острова Принца Эдуарда | 1915               | 18—22             |
| 4                                      | Аня из Шумящих Тополей       | 1936               | 22—25             |
| 5                                      | Анин Дом Мечты               | 1917               | 25—27             |
| 6                                      | Аня из Инглсайда             | 1939               | 34—40             |
| 7                                      | Аня и Долина Радуг           | 1919               | 41                |
| 8                                      | Рилла из Инглсайда           | 1921               | 49—53             |
|                                        |                              |                    |                   |
| Книги, в которых упоминается Аня Ширли |                              |                    |                   |
| #                                      | Книга                        | Дата опубликования | Возраст Ани Ширли |
| —                                      | Хроники Авонлеи              | 1912               | —                 |
| —                                      | Дальнейшие хроники Авонлеи   | 1920               | —                 |
| —                                      | Цитируя Блайтов              | 2009               | —                 |